# Michele Tedesco
Michele Tedesco (Moliterno, 24 agosto 1834 – Napoli, 3 febbraio 1917) è stato un pittore italiano.

## Biografia
Nato da Giacomo e Anna Racioppi, si trasferì a Napoli, per frequentare l'Accademia di belle arti. In seguito soggiornò a Firenze per approfondire gli studi, e fece parte del gruppo di pittori che erano seguaci di Telemaco Signorini. Tedesco visitò le maggiori città italiane ed europee e, durante un viaggio in Baviera, conobbe la pittrice Julia Hoffmann, che diventerà sua moglie. Sin da piccolo praticò la pittura, guidato dallo zio Abate Antonio Racioppi.
Nel 1877 si stabilì a Portici, come insegnante di pittura e direttore della Scuola dei disegni e dei bozzetti. Nel 1890 ottenne l'incarico di docente di disegno, all'Istituto di Belle Arti a Napoli. Morì nel 1917.
La Galleria dell'Accademia di belle arti di Napoli possiede l'opera Giudizio di Paride, olio su tela, 170,5x90 cm.

## Alcune opere
- Veduta del Vesuvio da San Giuseppe Vesuviano (1854-1858)
- A Volterra (1861 circa)
- Una ricreazione alle Cascine di Firenze (1863)
- I vincitori della battaglia di Legnano (1867-1872)
- Il ricamo (1880-1883 circa)
- La tempesta (1888 circa)
- Giudizio di Paride (1896)
- Visita di Zanardelli in Basilicata (1903 circa)[3]
- Dopo una visita (1869)